# Heinrich Struckmann
Heinrich Struckmann (* April 1870 in Sebaldsbrück; † 24. Juli 1906 in Bremen) war ein deutscher Zigarrensortierer und Bremer Bürgerschaftsabgeordneter (SPD).

## Biografie
Struckmann war der Sohn eines Kleinhändlers. Er lernte den Beruf eines Zigarrensortierers und war in seinem Beruf bis zu seinem frühen Tod tätig.
Er wurde Mitglied der SPD und der Gewerkschaft. Er war von 1902 bis 1906 für die SPD Mitglied des Kreistages im  Landkreis Bremen und in der 12. und 13. Wahlperiode von 1902 bis 1906 (†) Mitglied der Bremischen Bürgerschaft.